# Diocesi di Cleopatride
La diocesi di Cleopatride (in latino Dioecesis Cleopatridensis) è una sede soppressa e sede titolare della Chiesa cattolica.

## Storia
Cleopatride, identificabile con Sersina, è un'antica sede episcopale della provincia romana dell'Egitto Primo nella diocesi civile d'Egitto, ed era suffraganea del patriarcato di Alessandria.
Quattro sono i vescovi noti di questa antica sede episcopale. Isacco fu uno dei consacratori di Melezio di Licopoli, avversario di Atanasio di Alessandria. Ofelio fu consacrato vescovo attorno al 404. Alessandro prese parte al concilio di Efeso nel 431. Infine Teofilo partecipò al brigantaggio efesino del 449 e al concilio di Calcedonia del 451.
Dal 1933 Cleopatride è annoverata tra le sedi vescovili titolari della Chiesa cattolica; dal 6 novembre 2024 il vescovo titolare è Tesfaye Tadesse Gebresilasie, M.C.C.I., vescovo ausiliare di Addis Abeba.

## Cronotassi

### Vescovi greci
- Isacco † (menzionato nel 325) (vescovo meleziano)

- Ofelio † (menzionato nel 404 circa)
- Alessandro † (menzionato nel 431)
- Teofilo † (prima del 449 - dopo il 451)

### Vescovi titolari
- Youhanna Kabes † (7 giugno 1958 - 28 giugno 1985 deceduto)
- Tesfaye Tadesse Gebresilasie, M.C.C.I., dal 6 novembre 2024